# هنري شتال
هنري شتال (بالرومانية: Henri Stahl)‏ هو صحفي ومؤرخ ومصور روماني، ولد في 29 أبريل 1877 في بوخارست في رومانيا، وتوفي بنفس المكان في 18 فبراير 1942.